# Josef Šapira
Josef Šapira, hebrejsky יוסף שפירא‎ (20. prosince 1926 Jeruzalém, Britský mandát Palestina – 28. prosince 2013 Ramat Gan, Izrael) byl izraelský politik a pedagog, který v letech 1984–1988 zastával funkci ministra bez portfeje.

## Životopis
Josef Šapira se narodil 20. prosince 1926 v Jeruzalémě. Jeho otec, rabín Ješajahu Šapira, známý jako „Admor he-Chaluc“, byl jedním ze zakladatelů náboženského sionistického hnutí ha-Po'el ha-Mizrachi. Sám Josef od mládí sdílel náboženskou sionistickou ideologii, účastnil se aktivit pořádaných organizací Bnej Akiva a po určitou dobu byl členem náboženského kibucu Ejn Curim. V Ejn Curim se oženil s Brachou Arigur, dcerou pedagoga a spisovatele Jicchaka Arigura. Josef a Bracha se později přestěhovali do náboženského mošavu Chemed a nakonec se usadili v Bnej Brak.
V roce 1954 byl Josef Šapira jedním ze zakladatelů mezinárodní Bnej Akivy a až do roku 1976 byl jejím stálým generálním tajemníkem. V letech 1976–1983 byl vedoucím oddělení alije a mládeže Židovské agentury. Koncem 70. let se připojil ke skupině rabína Chajima Drukmana, která byla součástí Národní náboženské strany. V roce 1983 Drukmanova skupina opustila Národní náboženskou stranu a Šapira se stal předsedou nového politického hnutí Macad (hebrejsky מצ"ד‏‎‎). Později se Macad spojil se stranou Moraša, která ve volbách v roce 1984 získala dva mandáty, do kterých nebyl Šapira obsazen. Přesto byl součástí vlády národní jednoty, kterou vytvořili Šimon Peres a Jicchak Šamir, jako ministr bez portfeje a zůstal členem kabinetu až do roku 1988. Spolu s dalšími členy Moraši se později vrátil do Národní náboženské strany.
Po odchodu z vlády se Šapira nadále aktivně účastnil veřejného života. Patřil k zakladatelům řady sdružení a organizací, jejichž činnost se zaměřovala na vzdělávání (včetně náboženského a vlasteneckého) židovské mládeže a na podporu alije do Izraele. Mezi jeho projekty patřil program NAALE (hebrejsky ‏נעל"ה‎), který organizoval přesun židovské mládeže z bývalých sovětských republik do Izraele.
Josef Šapira zemřel 28. prosince 2013 v nemocnici Tel ha-Šomer a byl pohřben v Petach Tikvě. Zanechal po sobě vdovu a čtyři děti.